# Raffaello Gualterotti

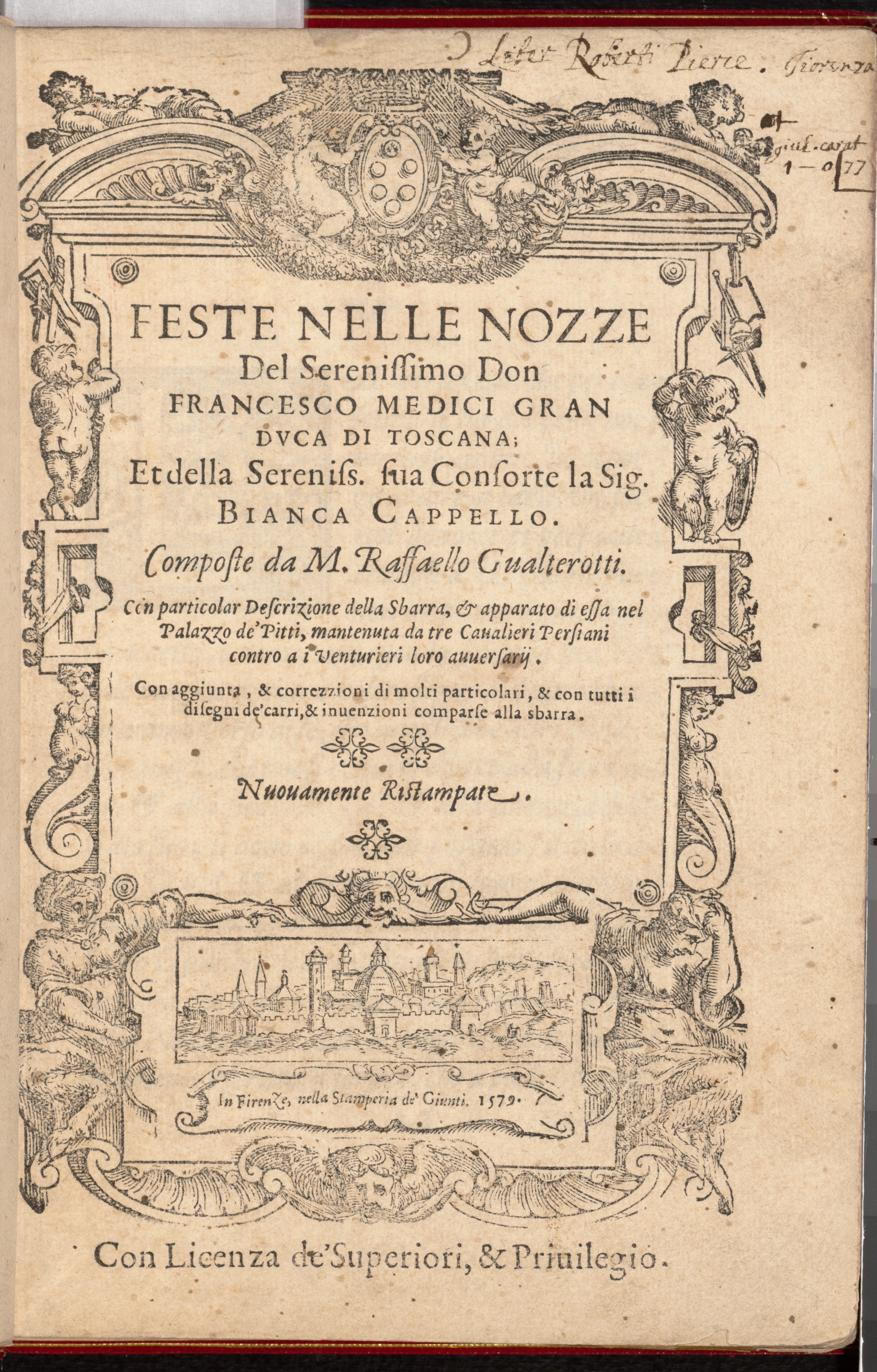
Feste nelle nozze del serenissimo don Francesco Medici gran dvca di Toscana...

Raffaello Gualterotti (Firenze, 1544 – Firenze, 1638) è stato un poeta, filosofo e astrologo italiano.

## Biografia
A stretto contatto con Carlo Emanuele I di Savoia, compose diversi canti, come il poemetto in ottave L'America, del 1611, che consiste in un elogio ad Amerigo Vespucci. Suo figlio, Francesco Maria Gualterotti, fu anch'egli rimatore (utilizzando spesso il ditirambo) e prosatore.

## Opere
- Feste nelle nozze del serenissimo don Francesco Medici gran dvca di Toscana; et della sereniss. sua consorte la sig. Bianca Cappello, 1579
- Polemidoro, poema cavallersco, 1600[1]
- Discorso sopra l'apparizione de la nuova stella, Firenze, 1605.